# Fuerte Kumbhalgarh
El fuerte Kumbhalgarh es un antiguo fuerte medieval de la India, una fortaleza del reino de Mewar erigida en la zona occidental de los montes Aravalli, actualmente parte del distrito de Rajsamand del estado de Rajastán. Construido en el siglo XV por el rana Kumbha y ampliado en el XIX, Kumbhalgarh fue también el lugar de nacimiento del maharana Pratap, el gran rey y guerrero mewar. Habitado hasta finales del siglo XIX, el fuerte está abierto al público y está espectacularmente iluminada cada noche. Kumbalgarh está situado 82 kilómetros al noroeste de Udaipur por carretera. Es la más importante fortaleza en Mewar después de Chittaurgarh.
En 2013, en la 37.ª reunión del Comité del Patrimonio de la Humanidad celebrada en Phnom Penh, Camboya, Kumbhalgarh, junto con otros cinco fortalezas de Rajastán, fue declarado Patrimonio de la Humanidad por la UNESCO.
La fortaleza tiene el segundo muro continuo más grande del mundo tras la Gran Muralla China y es la segunda mayor fortaleza en Rajastán después del fuerte de Chittorgarh.

## Historia
Kumbhalgarh fue construido y gobernado por Kumbha y su dinastía que eran descendientes de los Sisodia rajputs. Kumbhalgarh fue construida con una arquitectura de la época Madan, a partir de 1448. El reino de Mewar del rana Kumbha se extendía desde Ranthambore a Gwalior e incluía grandes extensiones de Madhya Pradesh y Rajasthan. De las 84 fortalezas de su dominio se dice Rana Kumbha diseñó 32, de los cuales Kumbhalgarh es la mayor y más elaborada.
Kumbhalgarh fue utilizado como un lugar de refugio para los gobernantes de Mewar en momentos de peligro. Un ejemplo notable fue en el caso del príncipe Udai, el niño rey de Mewar que se escondió aquí en 1535, cuando Chittaur estaba sitiada. El Príncipe Udai fue también el fundador de la ciudad de Udaipur. La fortaleza se mantuvo inexpugnable a los asaltos, y cayó solo una vez, debido a la escasez de agua potable, ante las fuerzas combinadas del emperador mogol Akbar, Raja Man Singh de Amber, Raja Udai Singh de Marwar y los Mirzas de Gujarat.
Ahmed Shah I de Gujarat atacó la fortaleza en 1457, pero sus esfuerzos resultaron inútiles. Había una creencia local, que la deidad Banmata protegió el fuerte y luego destruyó el templo. Hubo otros intentos en 1458-1459 y 1467 por Mahmud Khilji, pero también resultaron inútiles. En 1818, un grupo armado de sanyasis formó una guarnición para proteger la fortaleza, pero fue tomada por los marathas. La edificación original construida por Maharana Kumbha permanece. Los edificios residenciales y templos están bien conservados. La fortaleza también es conocida por ser el lugar de nacimiento de Maha Rana Pratap.

## Construcción
Construido sobre una zona alta a 1100 m s. n. m. de altitud en los montes de Aravalli, el fuerte Kumbhalgarh tiene muros perimetrales que se extienden 36 km, por lo que es la segunda muralla más larga del mundo. Las paredes frontales son de quince pies de espesor. Kumbhalgarh tiene siete puertas fortificadas. Hay más de 360 templos dentro de la fortaleza, 300 del jainismo y el resto hindúes. Desde lo alto del palacio es posible ver los Aravalli, así como las dunas de arena del desierto de Thar.

## Galería de imágenes

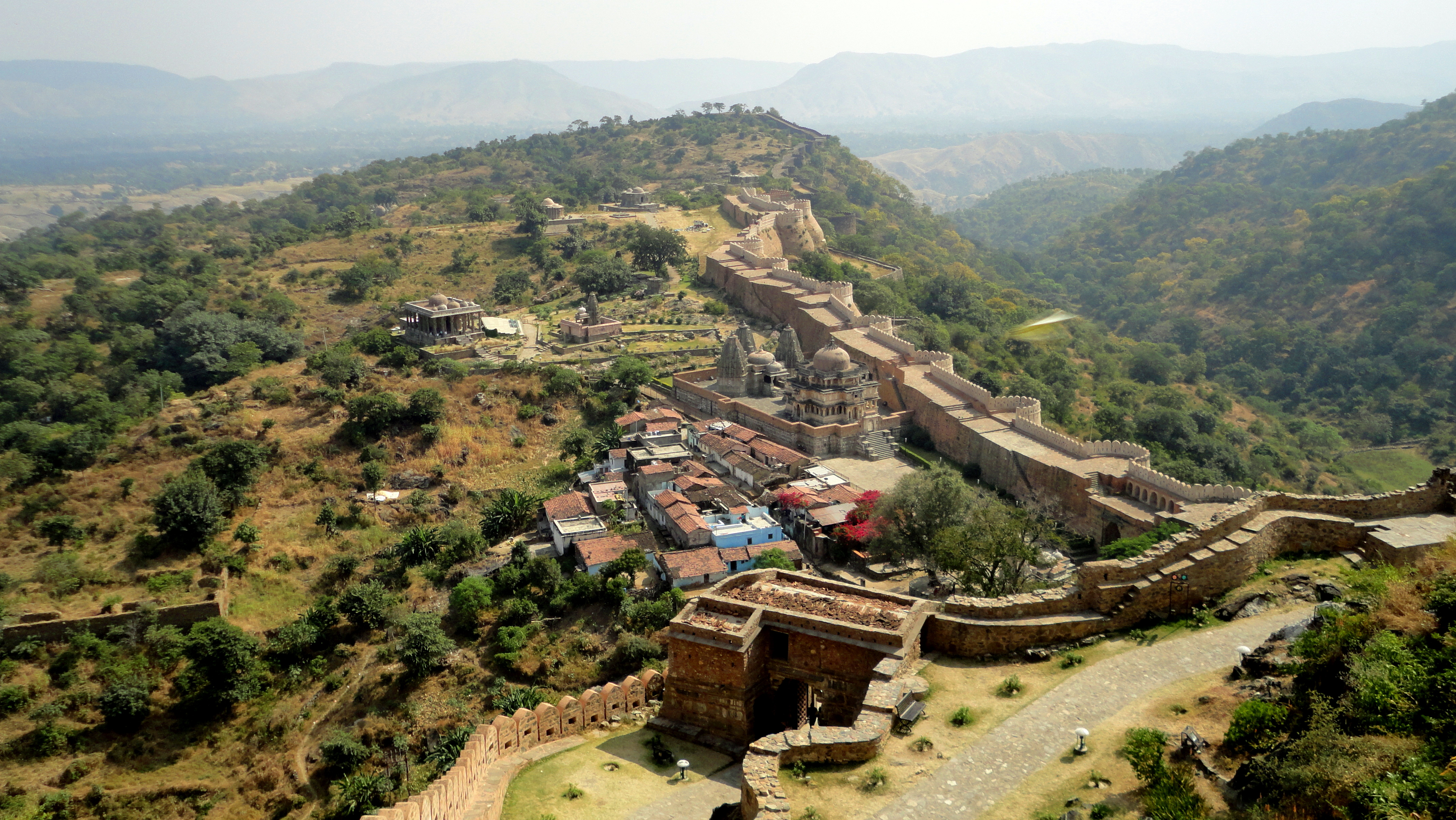
Vista aérea de parte de la muralla
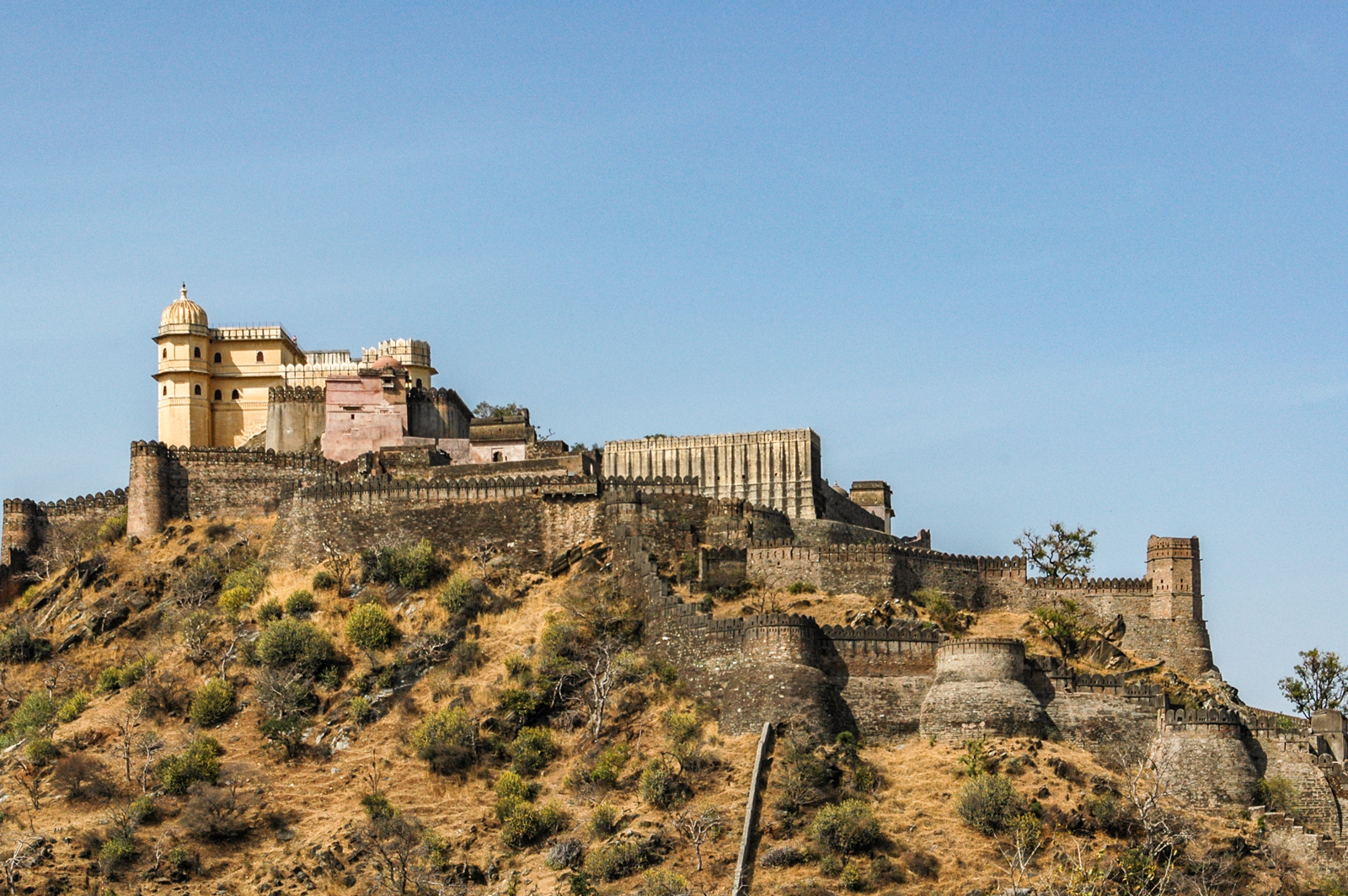
Vista del fuerte
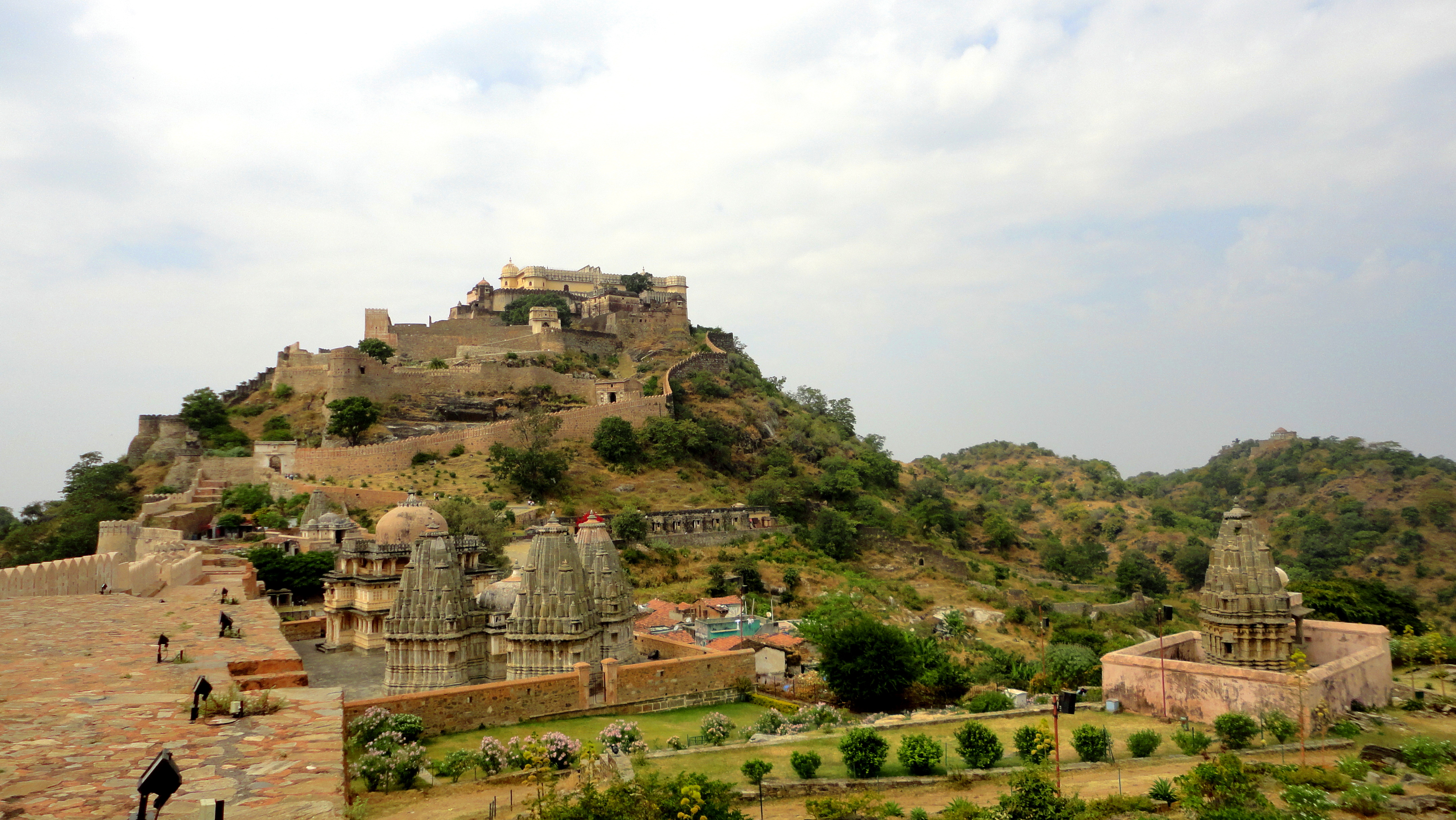
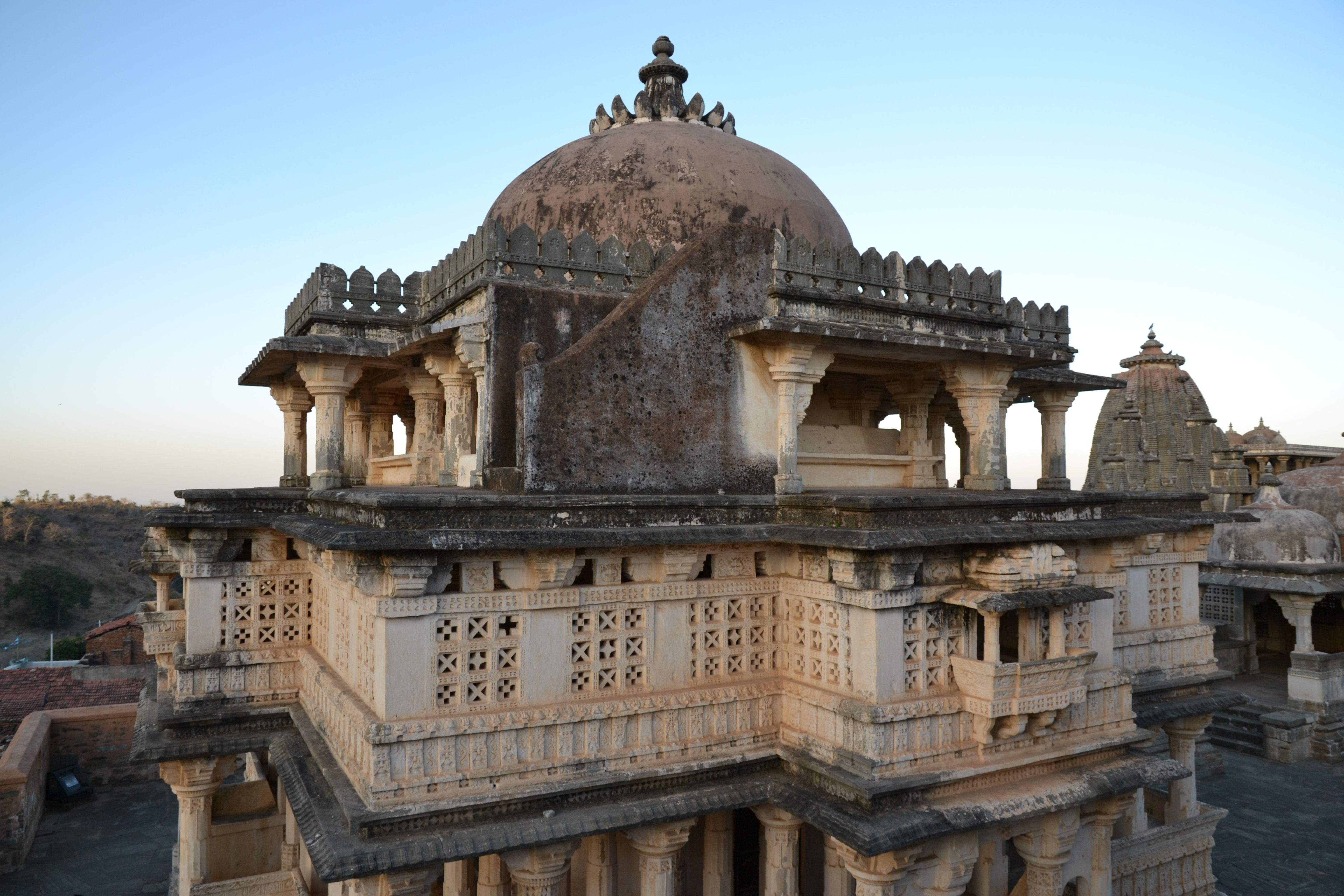
Templos en el interior del fuerte
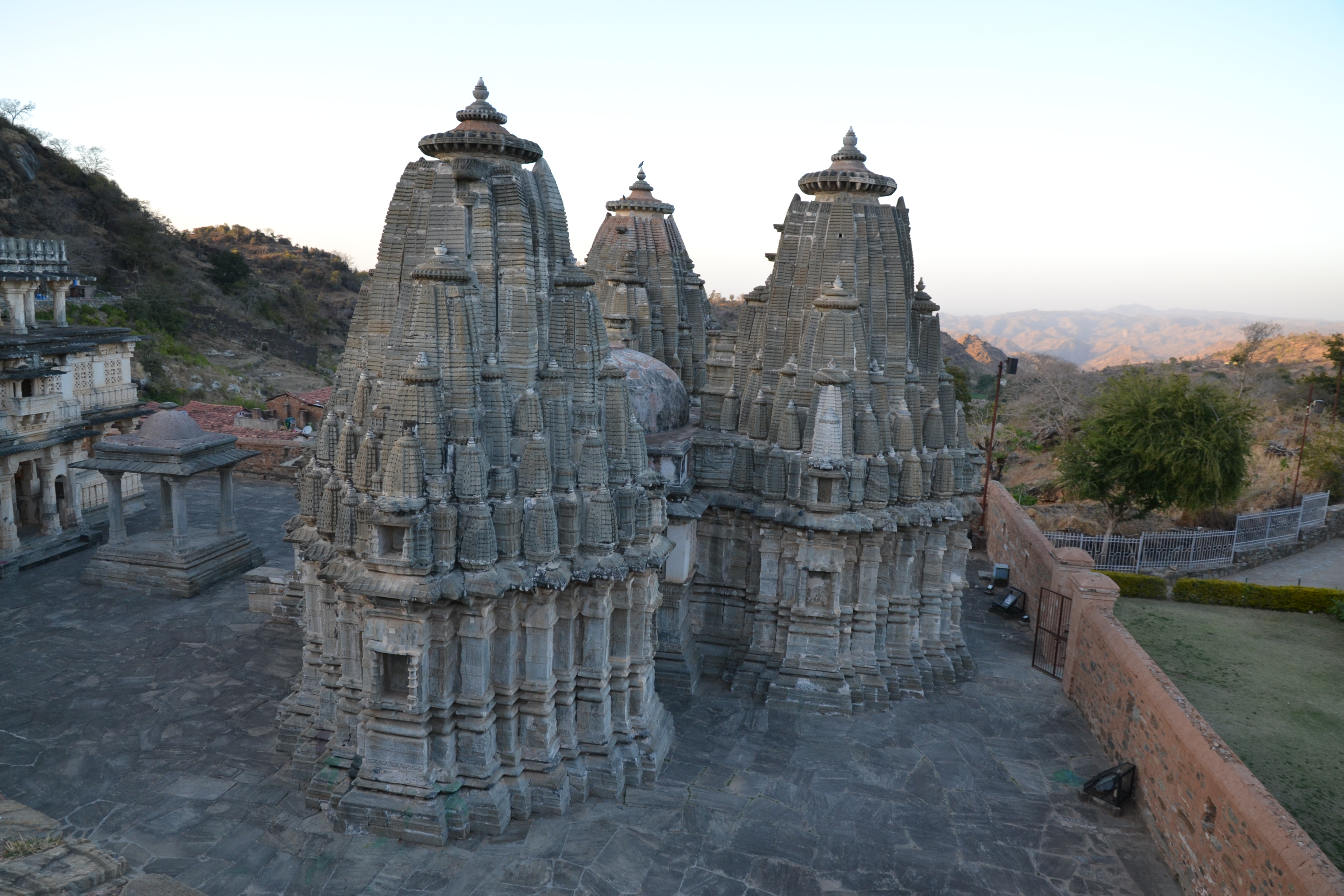
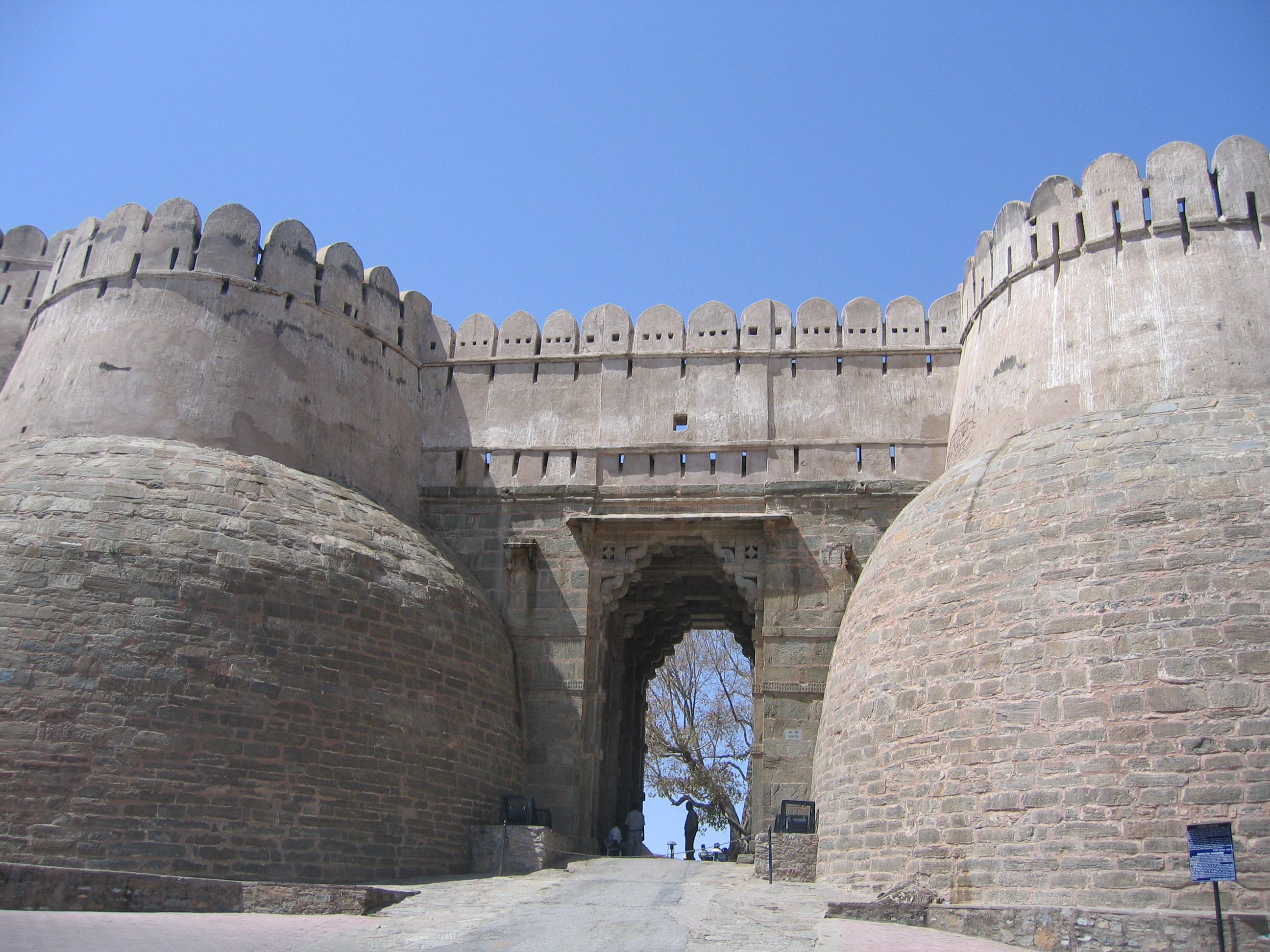
La Ram Pol (Puerta Ram), una de las puertas del fuerte